# Cottage Country
Cottage Country (no Brasil: Morte no Lago) é um filme canadense do gênero comédia de terror. Dirigido por Peter Wellington, escrito por Jeremy Boxen e estrelado por Tyler Labine, Malin Åkerman, Lucy Punch e Dan Petronijevic. Ele foi lançado em 14 de março de 2013.

## Sinopse
Todd leva Cammie a uma cabana para pedi-la em casamento, mas a inesperada visita de seu irmão e da namorada atrapalha tudo. Um acidente com um machado desencadeia uma onda de assassinatos para evitar que algo atrapalhe o compromisso.

## Elenco
- Tyler Labine como Todd Chipowski
- Malin Åkerman como Cammie Ryan
- Lucy Punch como Masha
- Dan Petronijevic como Salinger Chipowski
- Benjamin Ayres como Dov Rosenberg
- Sabrina Grdevich como Oficial Mackenzie
- Kenneth Welsh como Earl
- Nancy Beatty como Mary
- Jonathan Crombie como Dan Mushin